# گورستان دمبی فیروزآباد ۲
قبرستان دمبی فیروز آباد ۲ مربوط به دوره اشکانیان است و در شهرستان سرباز، بخش مرکزی، دهستان پارود، ۱/۵ کیلومتری غرب روستای فیروزآباد واقع شده و این اثر در تاریخ ۲۷ اسفند ۱۳۸۷ با شمارهٔ ثبت ۲۶۵۳۱ به‌عنوان یکی از آثار ملی ایران به ثبت رسیده است.